# كادسدن

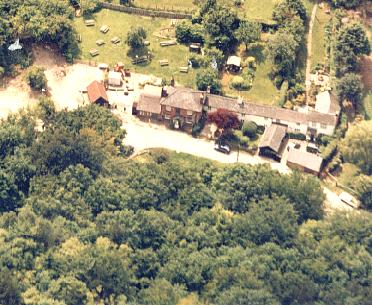
صورة كادسدن التي بقي منها بيتان وحانة.

كادسدن (بالإنجليزية: Cadsden) قرية في جنوب باكنغهامشير تقع ضمن تشيلترن هيلز في منطقة ذات جمال طبيعي أخاذ على مسافة ميلين من برينسز ريزبورو، وكانت تُقسم سابقاً إلى كادسدن العليا وكادسدن السفلى.
تتبع القرية إدارياً منطقة وايكم في باكنغهامشير في إقليم جنوب شرق إنكلترا.
أصل التسمية غير معروف؛ ولكن بافتراض أن التسمية ظهرت في زمان الأنكلو ساكسون عندما ظهرت أغلب تسميات الأماكن في هذه المنطقة، من المحتمل أن يكون معناها «وادي القطط»، أي وادٍ تكثر فيه القطط البرية. والقرية تقع في قاع وادٍ.
يوجد في القرية حانة بلاو (بالإنجليزية: Plough) تتمتع بشعبية كبيرة يزورها أحياناً ديفيد كاميرون الذي يقع قصره الريفي الرسمي، تشيكرز على مسافة غير بعيدة من كادسدن.